# Gertrud Keen
Gertrud Keen (* 19. Mai 1915 in Schöneberg; † 11. Dezember 2004 in Berlin) war eine deutsche Antifaschistin und Widerstandskämpferin gegen den Nationalsozialismus.

## Leben
Gertrud Hedwig Seisler wurde in Berlin-Schöneberg geboren und wuchs auch dort auf, sie hatte drei Schwestern und einen Bruder. Ihr Vater war Ofensetzer, die Mutter Portiersfrau. Sie selbst machte eine Ausbildung zur Bürogehilfin. Sie hatte einen Freundeskreis mit vielen KJVD-Mitgliedern. Als Jugendliche schloss sie sich gegen den Willen ihrer Eltern der Revolutionären Gewerkschafts-Opposition an und beteiligte sich an antifaschistischen Aktivitäten.
Gertrud wurde am 2. Dezember 1934 in Schutzhaft genommen, weil sie laut Schutzhaftbefehl Blumen auf die Gräber von Rosa Luxemburg und Wilhelm Liebknecht auf dem Sozialistenfriedhof in Berlin-Friedrichsfelde niedergelegt hatte und mit der KPD sympathisierte. Am 13. Dezember 1934 wurde sie in das Frauen-KZ Moringen eingeliefert.
Nach ihrer Haftentlassung am 21. März 1935 heiratete sie am 17. September 1936 den Zimmermann Bruno Ernst Pampuch in Berlin-Friedenau. Danach wurde sie in Steglitz Teil einer illegalen Widerstandsgruppe, die sich um Bernhard Pampuch gebildet hatte, einem Bruder ihres Ehemanns. Dabei gab es Berührungspunkte mit der „Gruppe Emil“ um Ruth Andreas-Friedrich und Kontakte zu Berliner Gruppen der Roten Kapelle: „Nach Bernhards und meiner Entlassung aus der Haft machten wir zunächst Pause. Dann bildeten wir mit anderen eine illegale Gruppe. Ich kannte nur Bernhard und Heimbert Schwandt. Daß Paul Scholz der eigentliche Kopf der Gruppe war, erfuhr ich erst nach der Befreiung vom Faschismus. Unsere Widerstandsarbeit war vielfältig: Schulung, Verbreitung von Untergrundmaterial und Beistand für Familien Verfolgter.“
In den Jahren 1950 bis 1954 lebte sie in Großbritannien wegen ihrer Jugendliebe zu Henry Chasanowitsch, der im Jahr 1933 vor den Nazis nach England geflohen war. Nach ihrer Rückkehr nach Berlin wurde sie Mitglied der SPD und arbeitete im Bezirksamt Schöneberg bei der Senatsverwaltung für Inneres und im Informationszentrum Berlin. Keen engagierte sich in der Internationalen Liga für Menschenrechte und als Zeitzeugin bei antifaschistischen Stadtrundfahrten des Landesjugendrings Berlin.
Die Sinologin und Übersetzerin Ruth Keen (* 1952) ist ihre Tochter.

## Dokumentarfilme
- Es kann nicht jeder ein Held sein …  (Gertrud Keen). In: Berliner Zeitzeugen. Aus dem antifaschistischen Widerstand (Heinz Schröder – Gertrud Keen – Wolfgang Szepansky).  Eine Dokumentation von Loretta Walz, Videoproduktion Berlin, Landesjugendring Berlin 1993 (21 von 67 Min.)[4]
- Ich habe nie „Heil Hitler“ gesagt. Gertrud Keen, ein deutsches Schicksal. Dokumentarfilm von Vera Leiser, Absolut Medien, Berlin 1999 (45 Min.)